# Cruz del Médano
Cruz del Médano es una localidad ubicada en el distrito de Mórrope, en el departamento de Lambayeque.

## Demografía
En el 2017 tiene una población de 3 710 habitantes.